# Eumerus rufipes
Eumerus rufipes är en tvåvingeart som beskrevs av Herve-bazin 1913. Eumerus rufipes ingår i släktet månblomflugor, och familjen blomflugor. Inga underarter finns listade i Catalogue of Life.